# 고로키 신조
고로키 신조(일본어: 興梠 慎三, 1986년 7월 31일 ~ )는 일본 J1리그 우라와 레드 다이아몬즈에서 활약하고 있는 일본의 축구 선수이다.

## 경력

### 구단
2005년 가시마 앤틀러스에 입단해 2007년부터 주전 자리를 잡아가며 2009년까지 팀을 3회 연속 리그 우승으로 이끌었다.

### 국가대표팀
그는 2008년 10월 9일 아랍에미리트과의 경기에서 일본 국가대표팀에 데뷔했다. 2015년 EAFF 동아시안컵에도 출전했다. 그는 2015년까지 국제 A매치 통산 16경기에 출전했다.
그는 2016년 하계 올림픽에 참가할 일본 U-23 국가대표팀에 발탁되었으며, 3경기에 출전, 1득점을 넣었다.

## 통계
| 일본 | 일본 | 일본 |
| 연도 | 출전 | 득점 |
| ---- | ---- | ---- |
| 2008 | 2    | 0    |
| 2009 | 8    | 0    |
| 2010 | 1    | 0    |
| 2011 | 1    | 0    |
| 2012 | 0    | 0    |
| 2013 | 0    | 0    |
| 2014 | 0    | 0    |
| 2015 | 4    | 0    |
| 통산 | 16   | 0    |